# Biserica de lemn din Arănieș

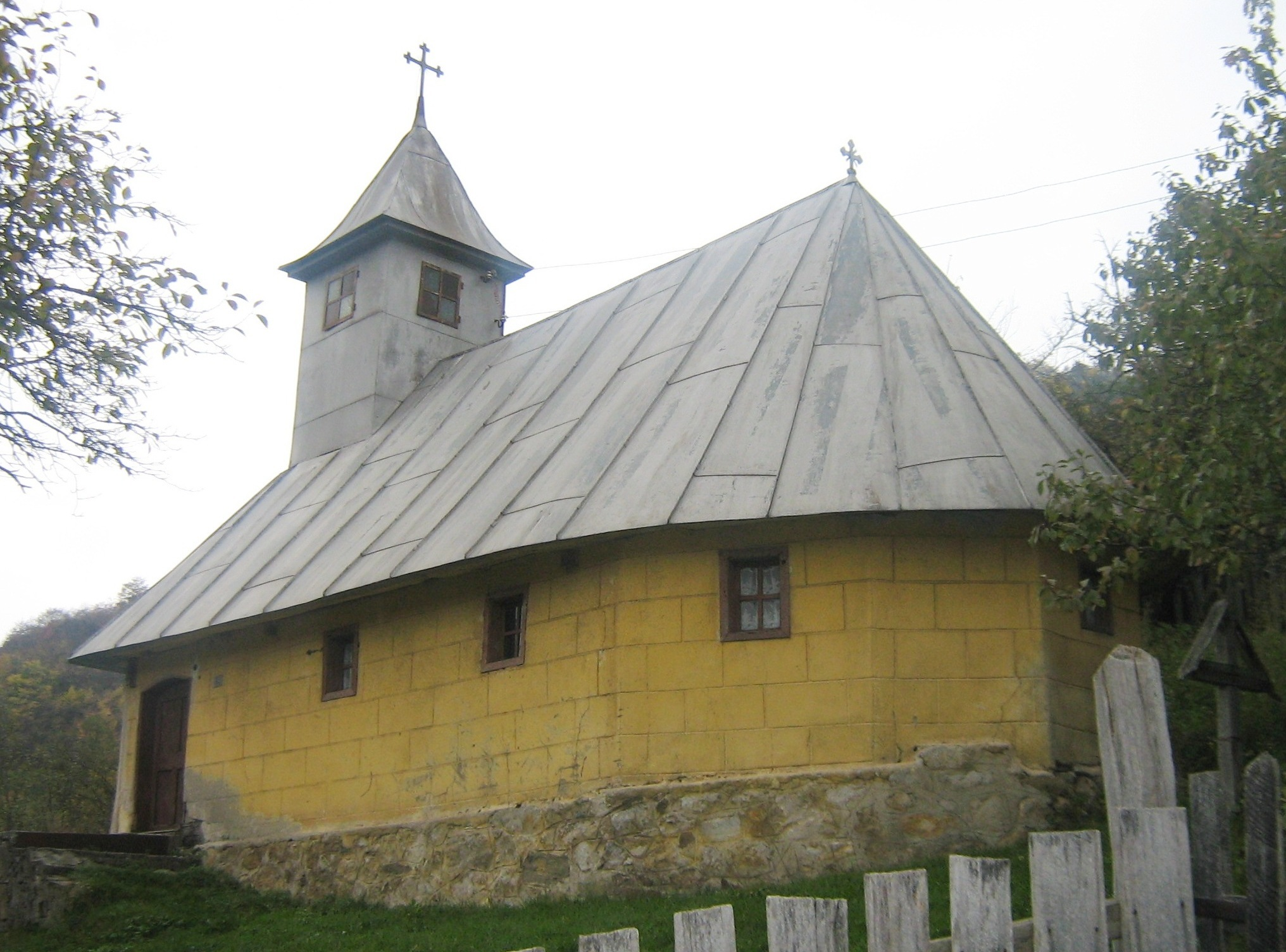
Biserica de lemn „Pogorârea Sfântului Duh” din Arănieș, comuna Cerbăl, județul Hunedoara, foto: octombrie 2008.

Biserica de lemn din Arănieș, comuna Cerbăl, județul Hunedoara a fost ridicată în a doua jumătate a secolului al XVIII-lea. Are hramul „Pogorârea Sfântului Duh”. În ciuda vechimii sale, biserica nu se află pe noua listă a monumentelor istorice.

## Istoric și trăsături
Biserica „Pogorârea Duhului Sfânt" din satul Arănieș este un edificiu de plan dreptunghiular, cu absida nedecroșată, de formă pentagonală, prevăzut cu un turn-clopotniță scund, învelit, la fel ca șarpanta lăcașului, în tablă. Suprafața interioară și exterioară a bârnelor a fost tencuită, pereții fiind reîmprospătați periodic prin văruire. Accesul Ia interior se face printr-o ușă joasă, amplasată pe latura sudică a pronaosului. Lăcașul a fost ridicat, cu probabilitate, în a doua jumătate a secolului al XVIII-lea, fiind înregistrat, ca atare, pe harta iosefină a Transilvaniei (1796-1773) şi în tabelele consripțiilor din anii 1805 și 1829-1831.

## Imagini

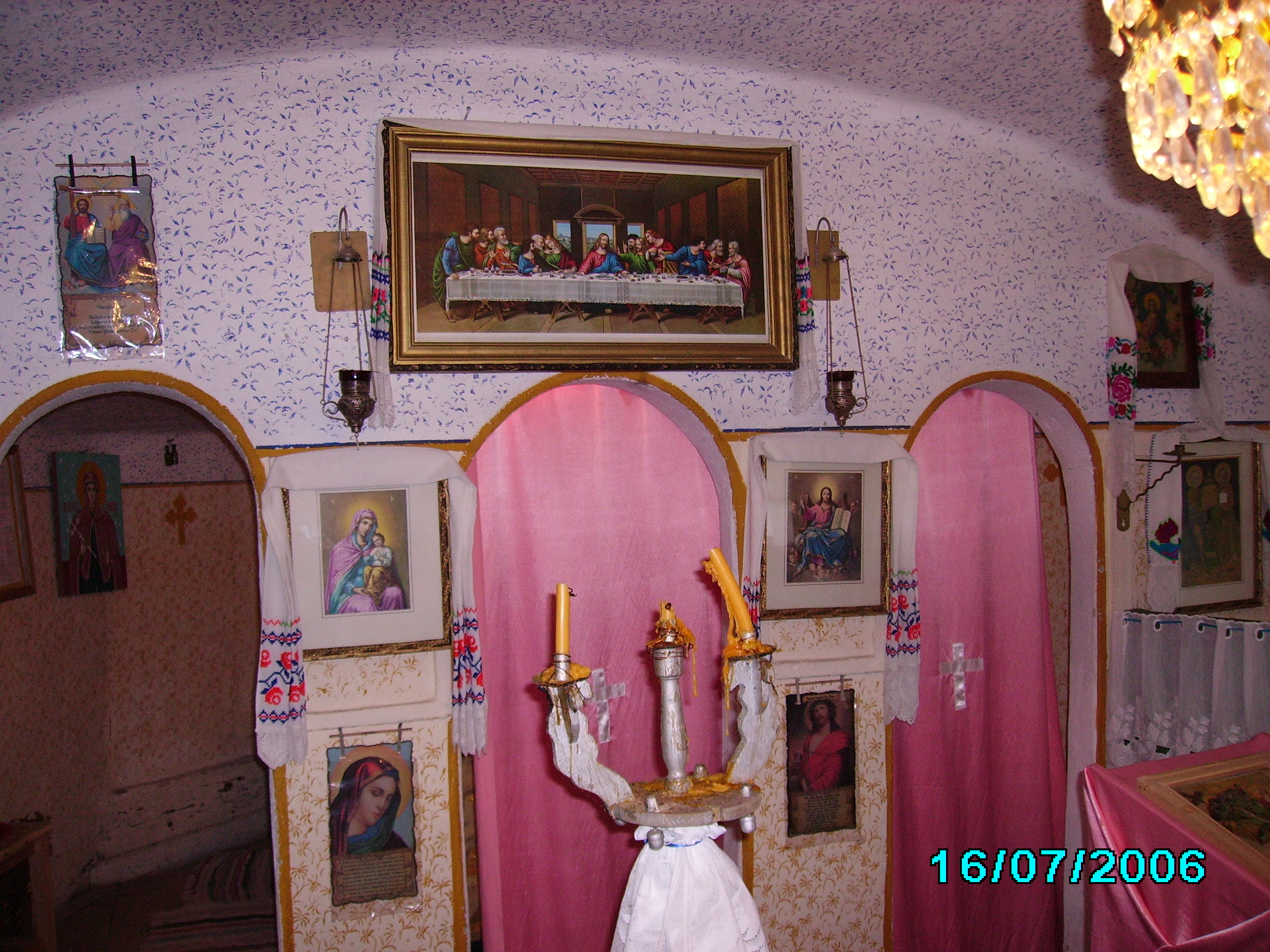